# Gewächshausspinne
Die Gewächshausspinne oder Gewächshaus-Mondspinne (Parasteatoda tepidariorum, Syn.: Achaearanea tepidariorum) ist eine Spinnenart aus der Familie der Haubennetz- oder Kugelspinnen (Theridiidae). Sie ist eine der größten Vertreter der Familie in Mitteleuropa. Die Art stammt vermutlich ursprünglich aus den Tropen Südamerikas und hat sich als Kulturfolger mittlerweile weltweit etabliert. Die Art ist nicht mit der ebenfalls in Gewächshäusern vorkommenden und ursprünglich aus tropischen Gebieten stammenden Gewächshausspringspinne (Hansarius adansoni) aus der Familie der Springspinnen zu verwechseln.

## Beschreibung

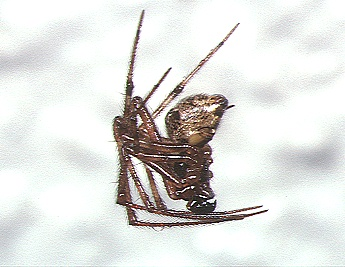
Gewächshausspinne, Männchen

Männchen erreichen eine Körperlänge von 3,5 bis 4 mm, Weibchen 4,5 bis 7 mm. Wie bei allen Vertretern der Gattung ist das Opisthosoma höher als lang. Die Färbung ist sehr variabel. Das Prosoma ist grau, bräunlich oder schwarz, auch eine gelbe Form kommt vor. Die Grundfarbe des Opisthosomas ist entsprechend grau, bräunlich, schwarz oder gelb und zeigt eine weiße, sehr unregelmäßige Fleckenzeichnung. Die Beine sind dunkel geringelt.

## Verbreitung und Lebensraum
Die ursprüngliche Heimat der Art ist unklar, vermutlich stammt sie aus den Tropen Südamerikas, wo eine Reihe ähnlicher Arten vorkommt. Heute ist die Art als Kulturfolger weltweit verbreitet.
Die Art kommt in gemäßigten Breiten vor allem in frostfreien Räumen wie Gewächshäusern und  Kellern, aber auch unter Brücken oder in Hausdurchgängen vor. Im Mitteleuropa wird die Art in wärmebegünstigten Regionen jedoch zunehmend auch im Freiland nachgewiesen, nach Platen besiedelt die Art hier auch Baumkronen. Offenbar hat sie sich im Rahmen ihrer weltweiten Verbreitung auch an ein kälteres Klima angepasst.

## Lebensweise

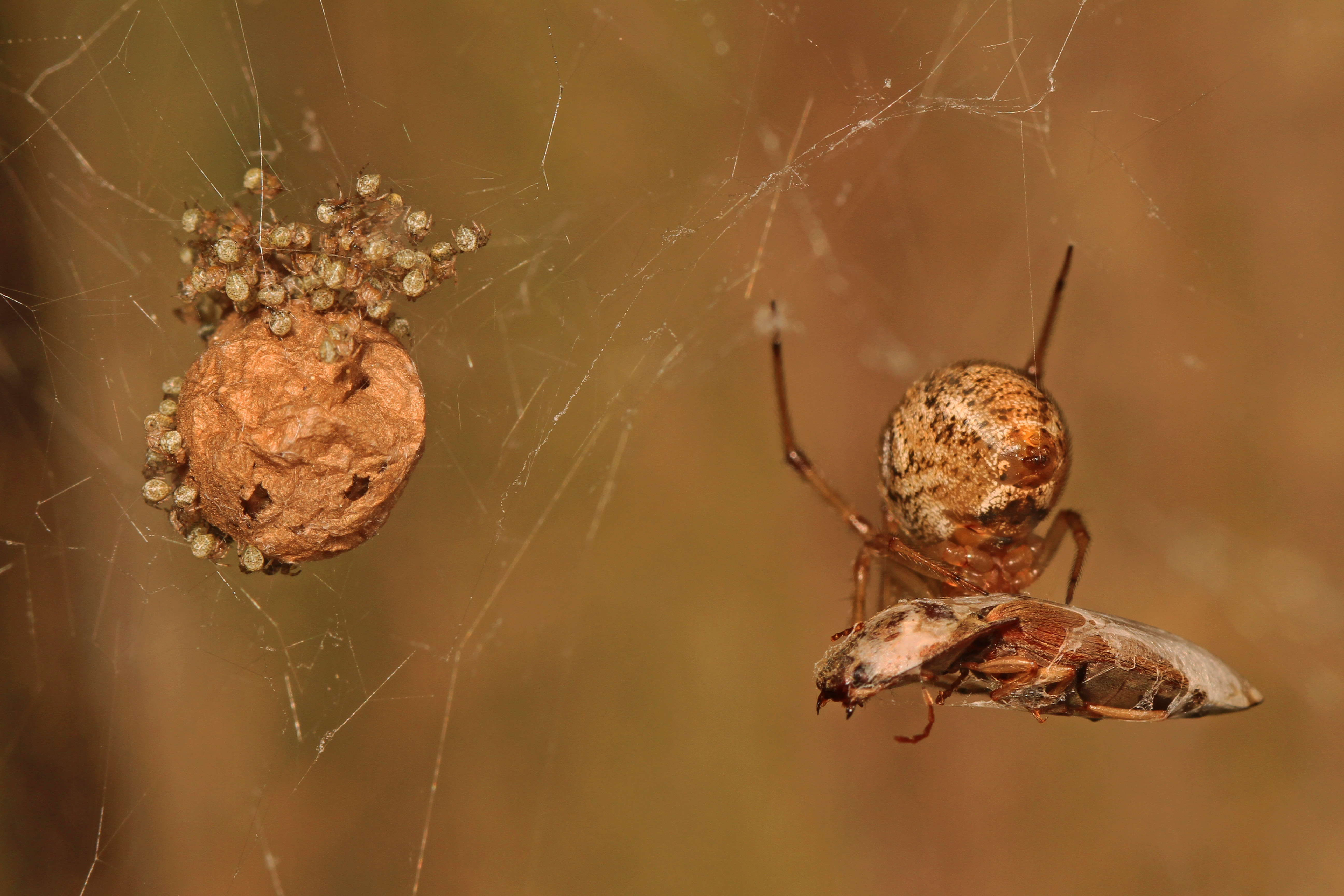
Gewächshausspinne mit Jungtieren und einer erbeuteten Schabe

In und an Gebäuden baut die Gewächshausspinne ihre Netze meist in Bodennähe. Vom recht großen, locker gewebten Fangnetz ziehen einzelne Fäden nach unten, die nur im unteren Bereich mit Klebtropfen versehen werden. Der graubraune, recht feste und leicht birnenförmige Kokon wird im Netz aufgehängt und bewacht. Pro Saison kann die Gewächshausspinne in der Natur, abhängig vom Nahrungsangebot, zwischen 1 und 5 Kokons (durchschnittlich 3) herstellen. Die Jungspinnen schlüpfen nach etwa 11 Tagen.

## Gefährdung
Die Art ist weit verbreitet und in geeigneten Habitaten häufig. Sie wird in Deutschland in der Roten Liste als „ungefährdet“ eingestuft.

## Galerie

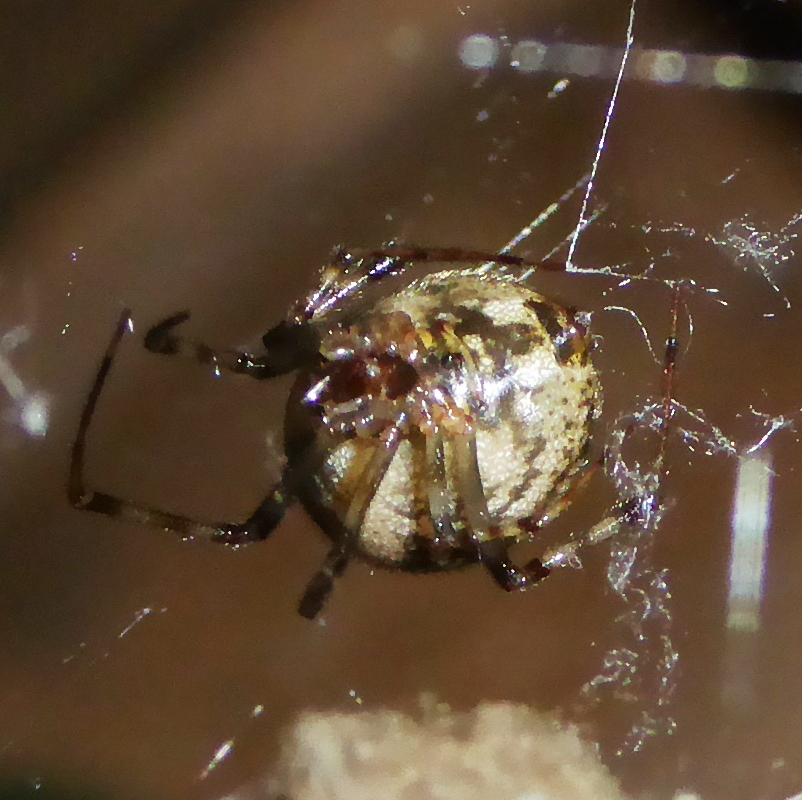
Frontalansicht eines Weibchens
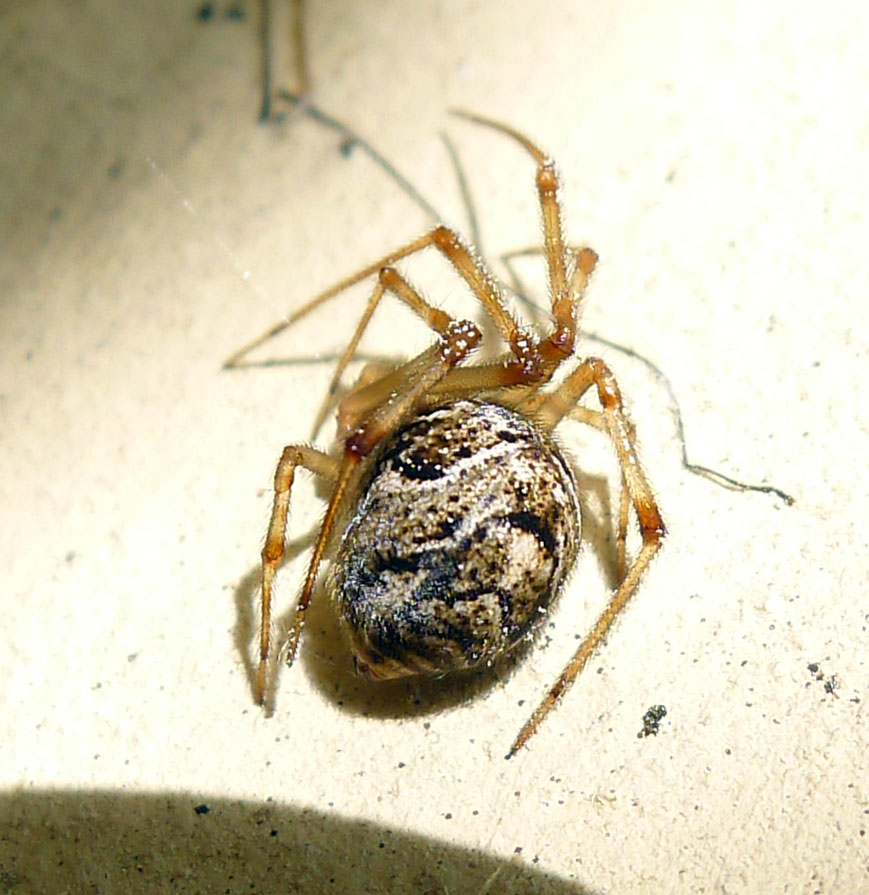
Draufsicht eines Weibchens
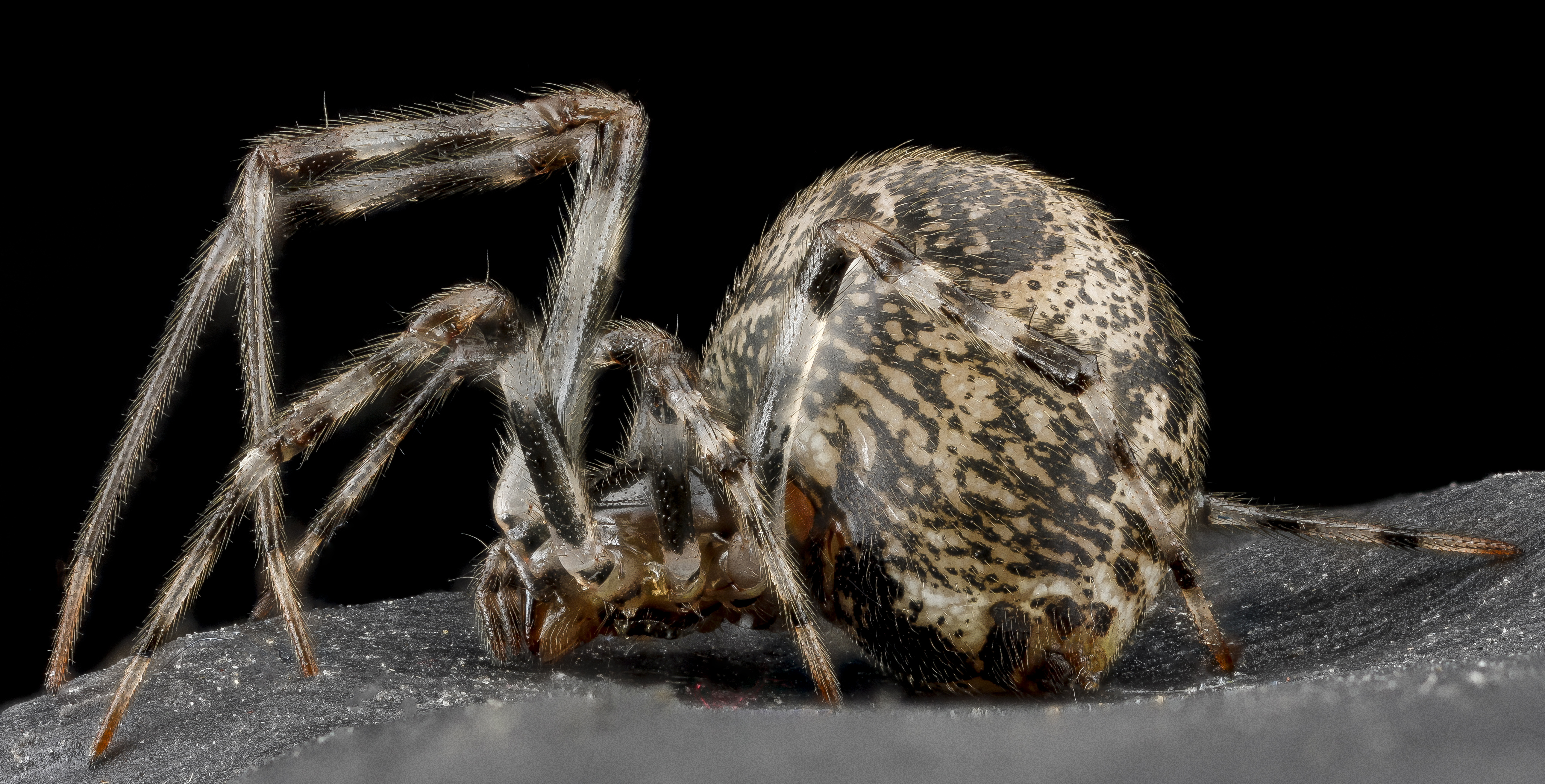
Lateralsicht eines Weibchens
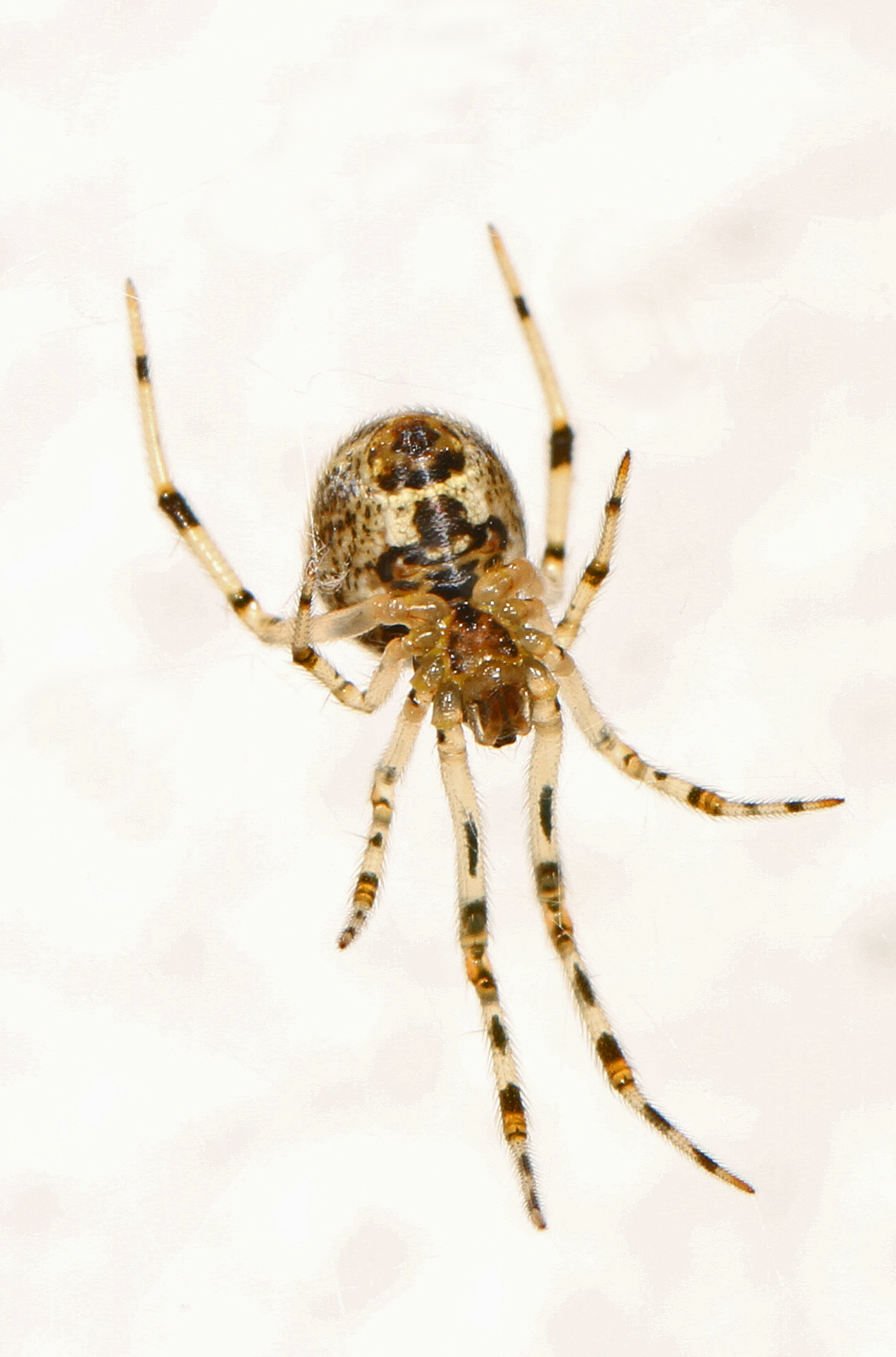
Unteransicht eines Weibchens
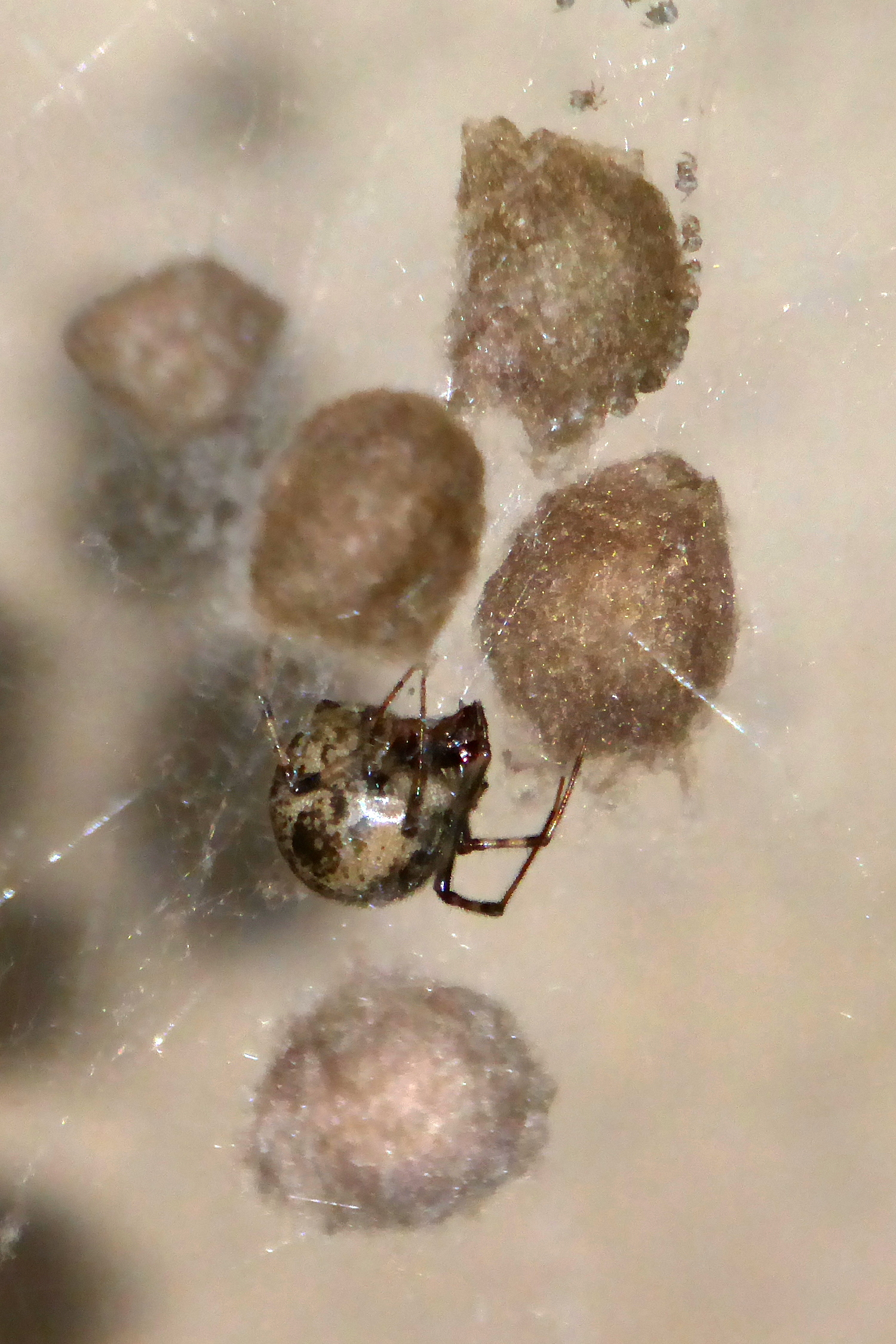
Weibchen mit mehreren Kokons
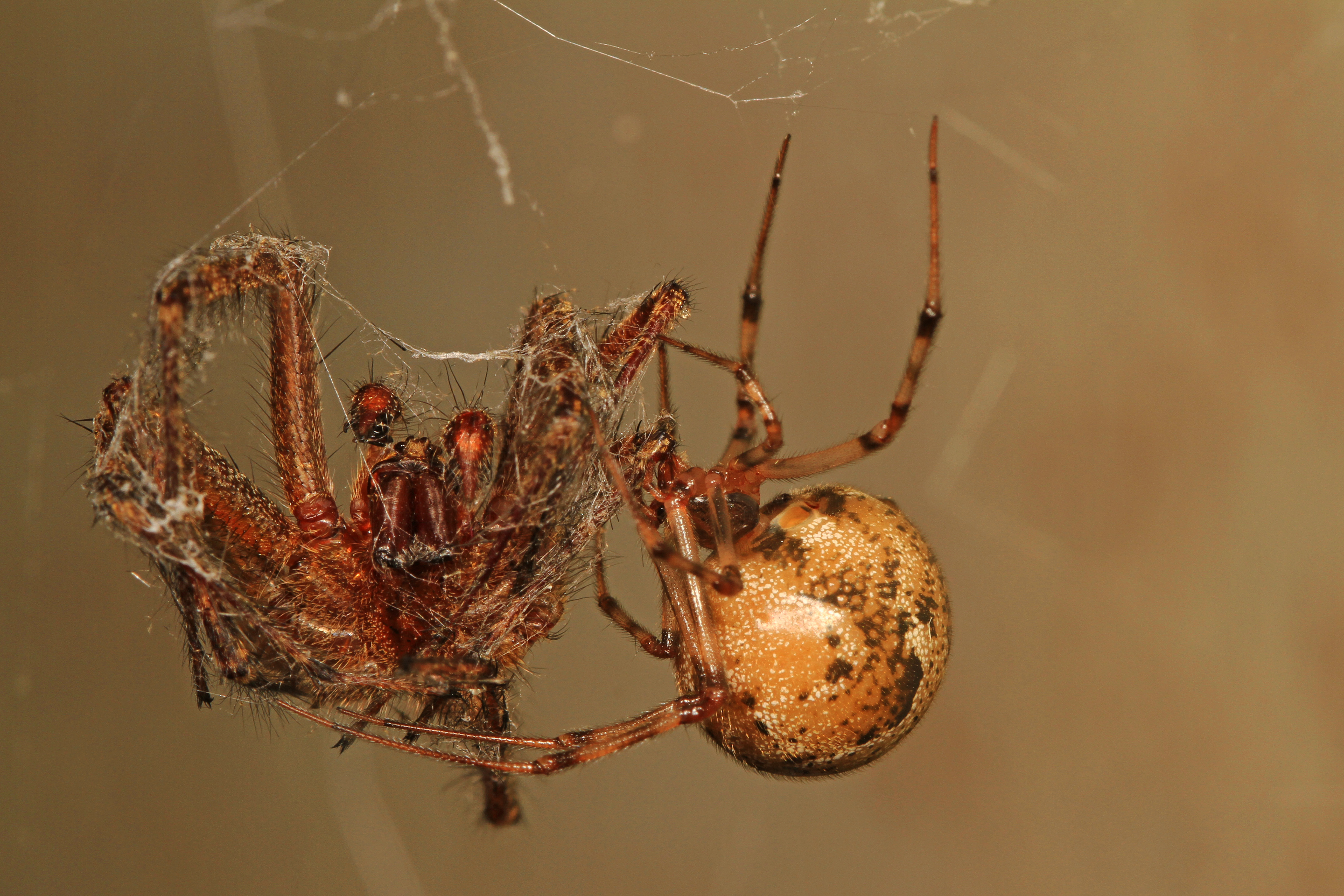
Weibchen mit erbeuteter Winkelspinne
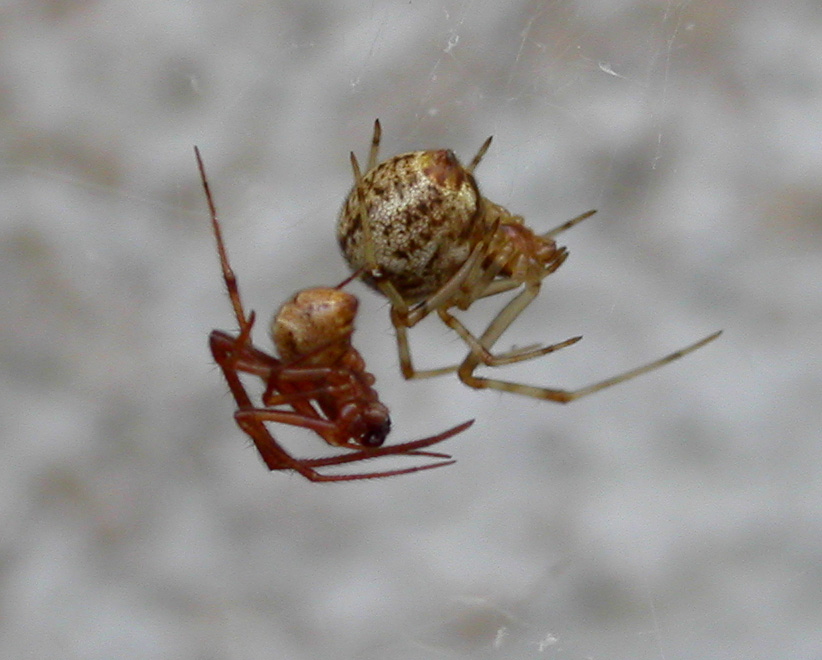
Weibchen (oben) und Männchen (unten) im Vergleich
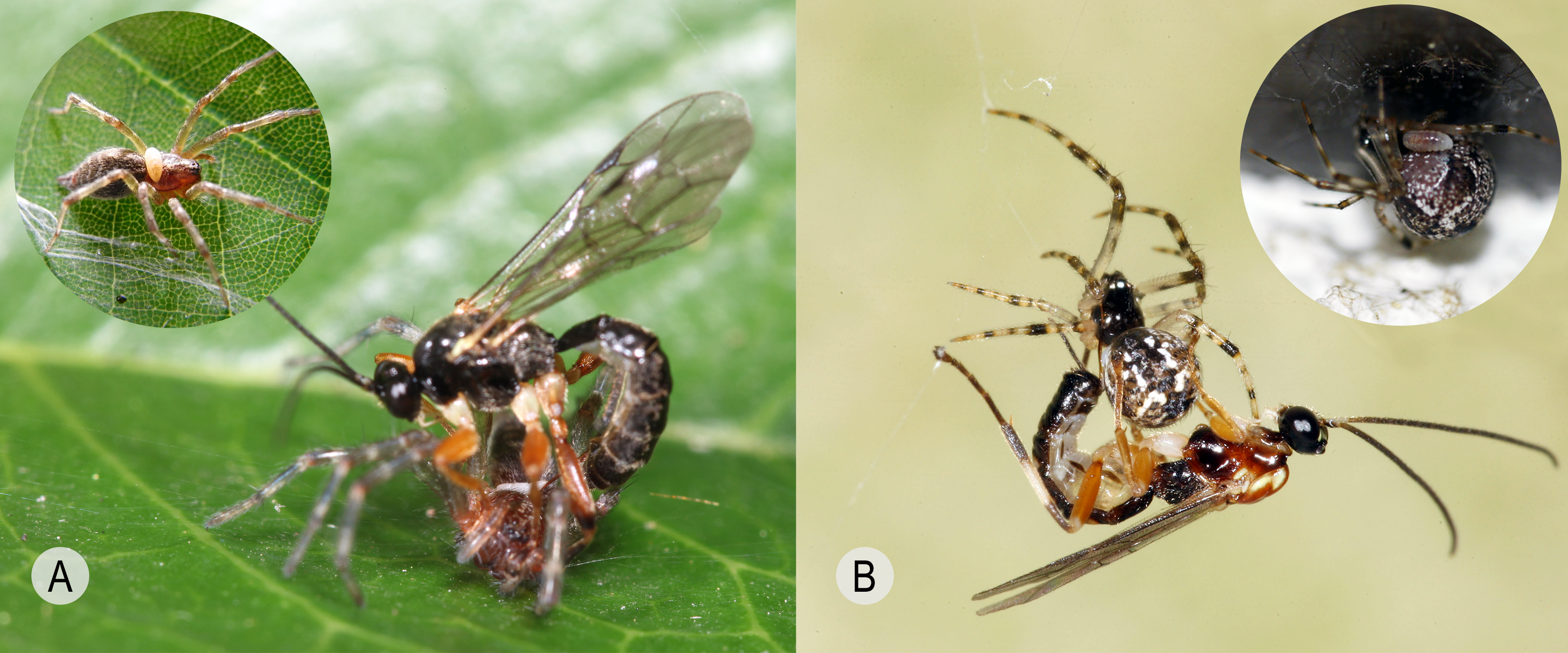
Linkes Bild: Eine Schlupfwespe der Art Zatypota albicoxa legt ein Ei auf dem Abdomen einer Gewächshausspinne ab. Die Larve der Wespe ernährt sich nach dem Schlupf von der Spinne.
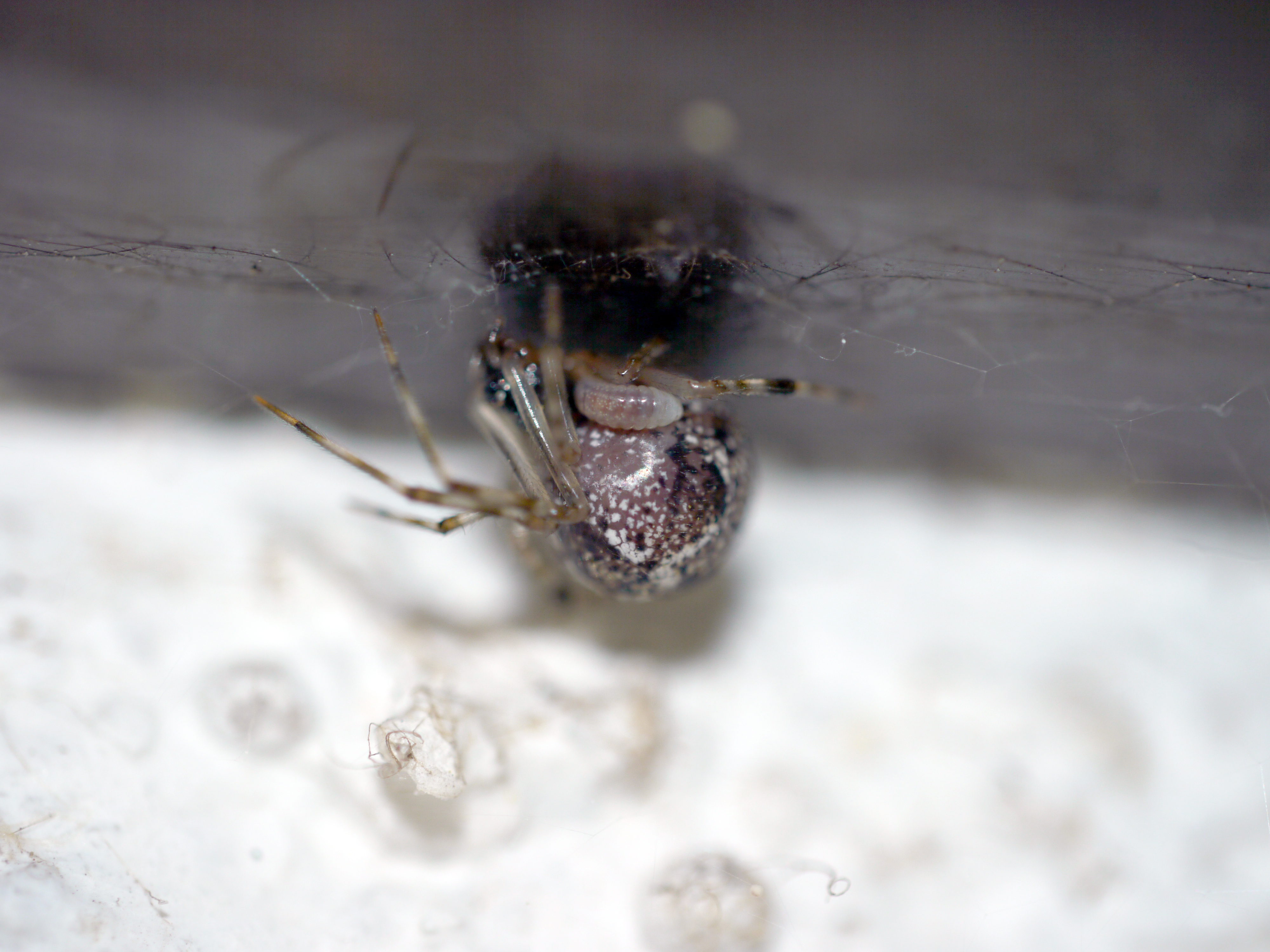
Geschlüpfte Larve von Zatypota albicoxa an einer Gewächshausspinne
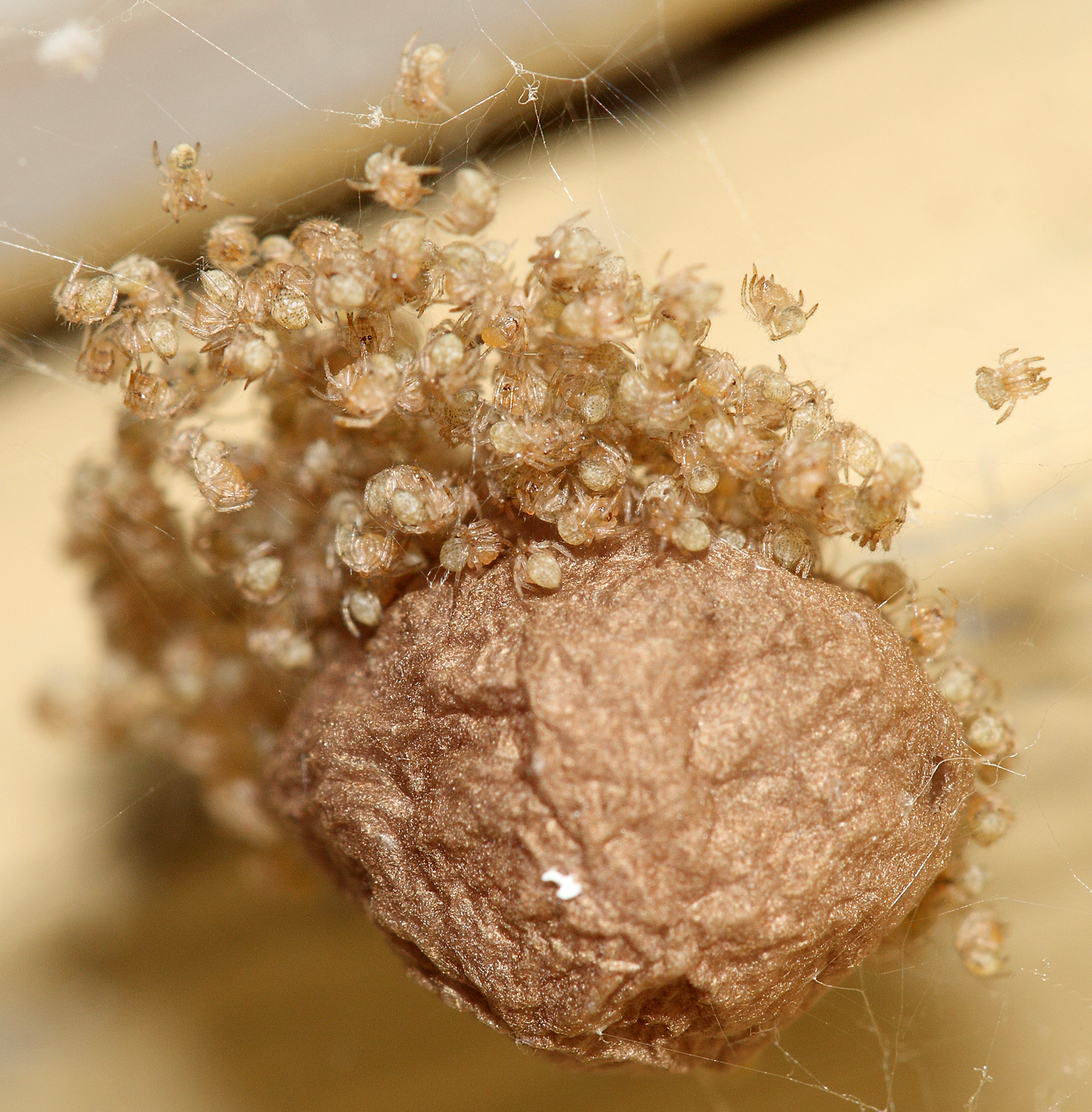
Detail der Jungspinnen
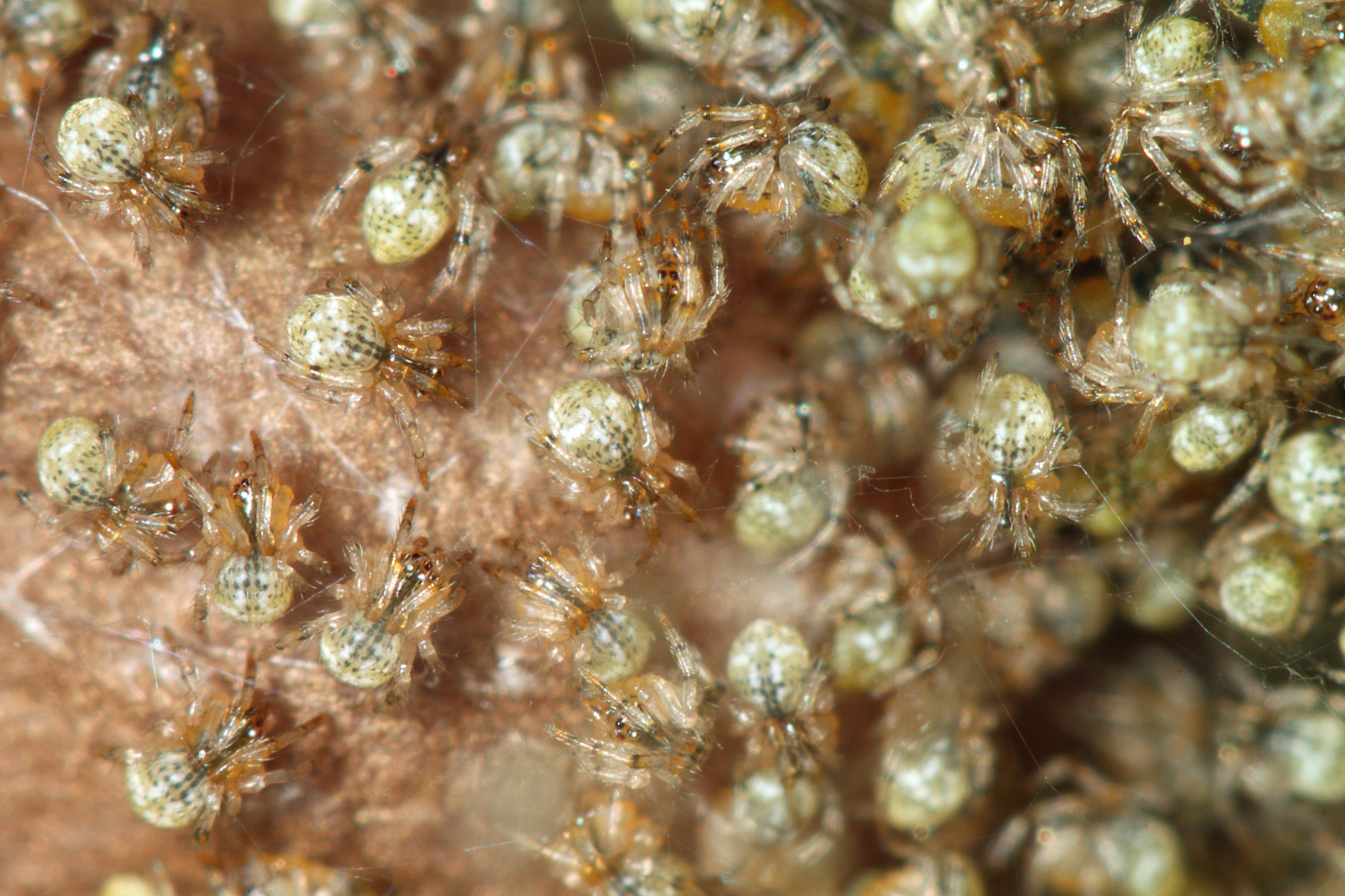
Dito, näher